# 돈잘레이 애버내시

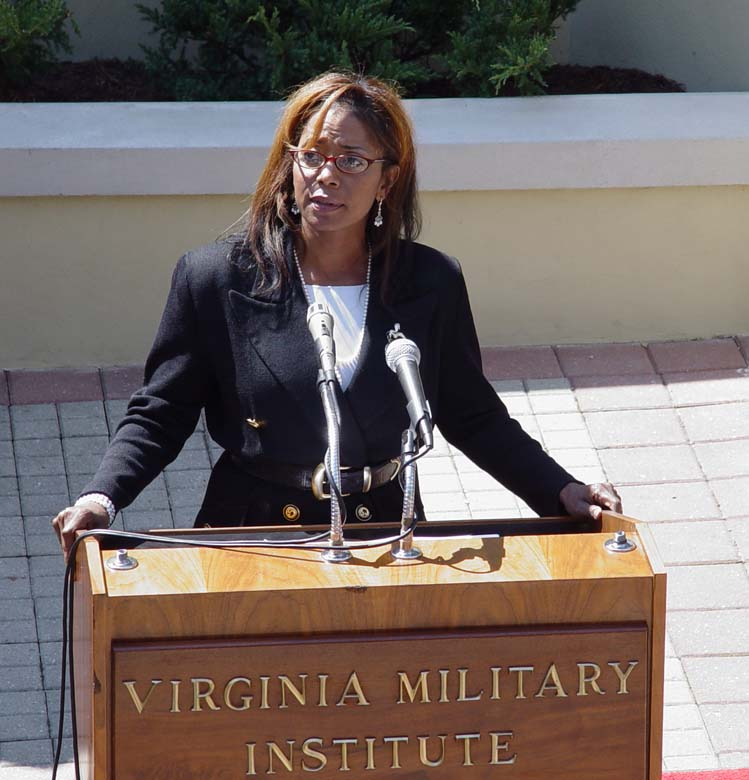

돈잘레이 애버내시(Donzaleigh Abernathy, 1957년 8월 5일 ~ )는 미국의 배우, 저자, 텔레비전 배우, 작가, 영화배우이다.
몽고메리에서 태어났다.

## 영화
- 슬레이트 (2016년)
- 배드 애스 (2012년)
- 그릴드 (2006년)
- 커맨더 인 치프 (2005년)
- 신의 영웅들 (2003년)
- 스트레인저 인 마이 하우스 (1999년)
- 미스 에버스 보이스 (1997년)
- 어둠 속의 그림자 (1995년)
- 유령 아빠 (1990년)
- LA 로 (1986년)